# Granaty Wielickie

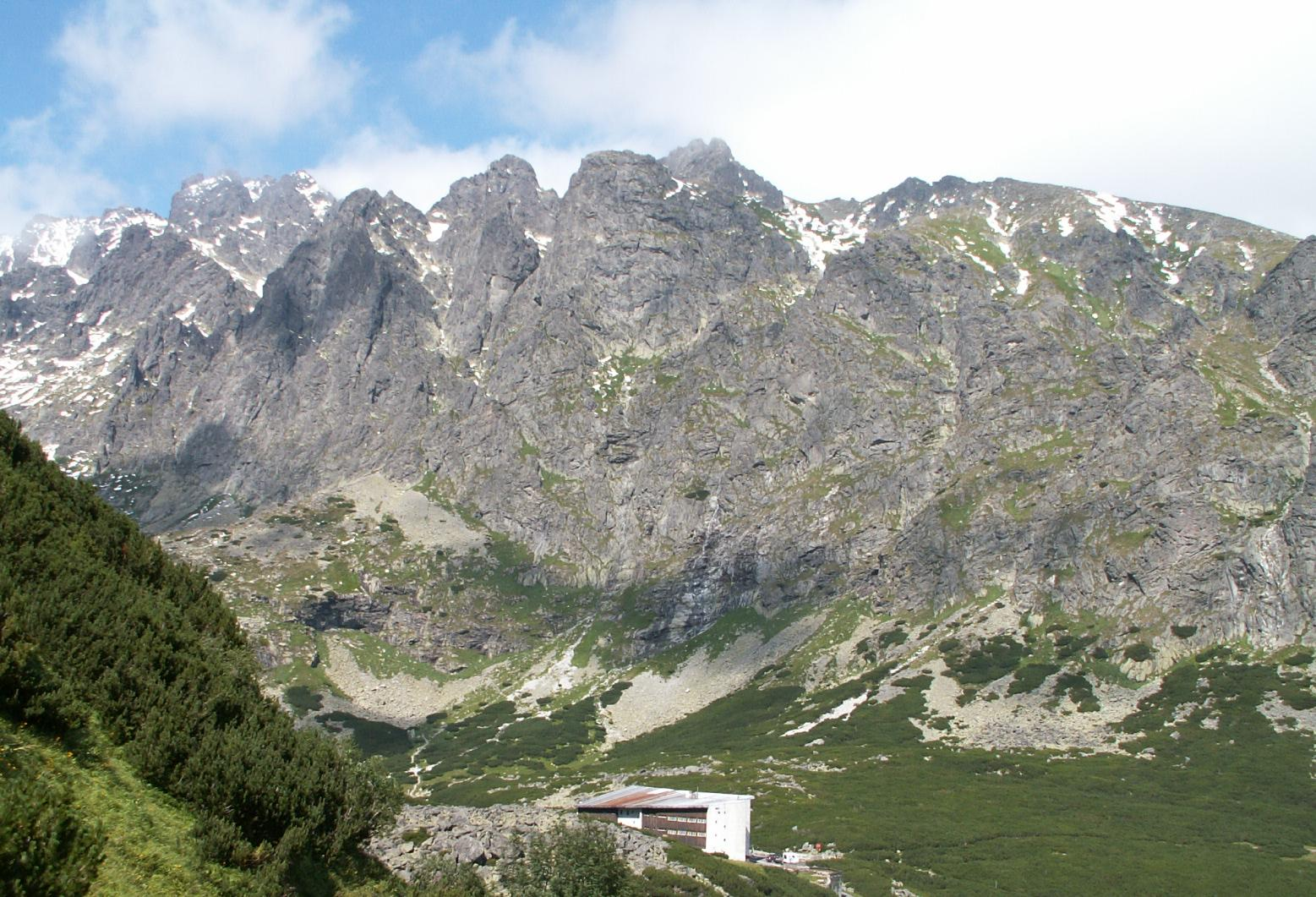
Granaty Wielickie – widok z Tatrzańskiej Magistrali

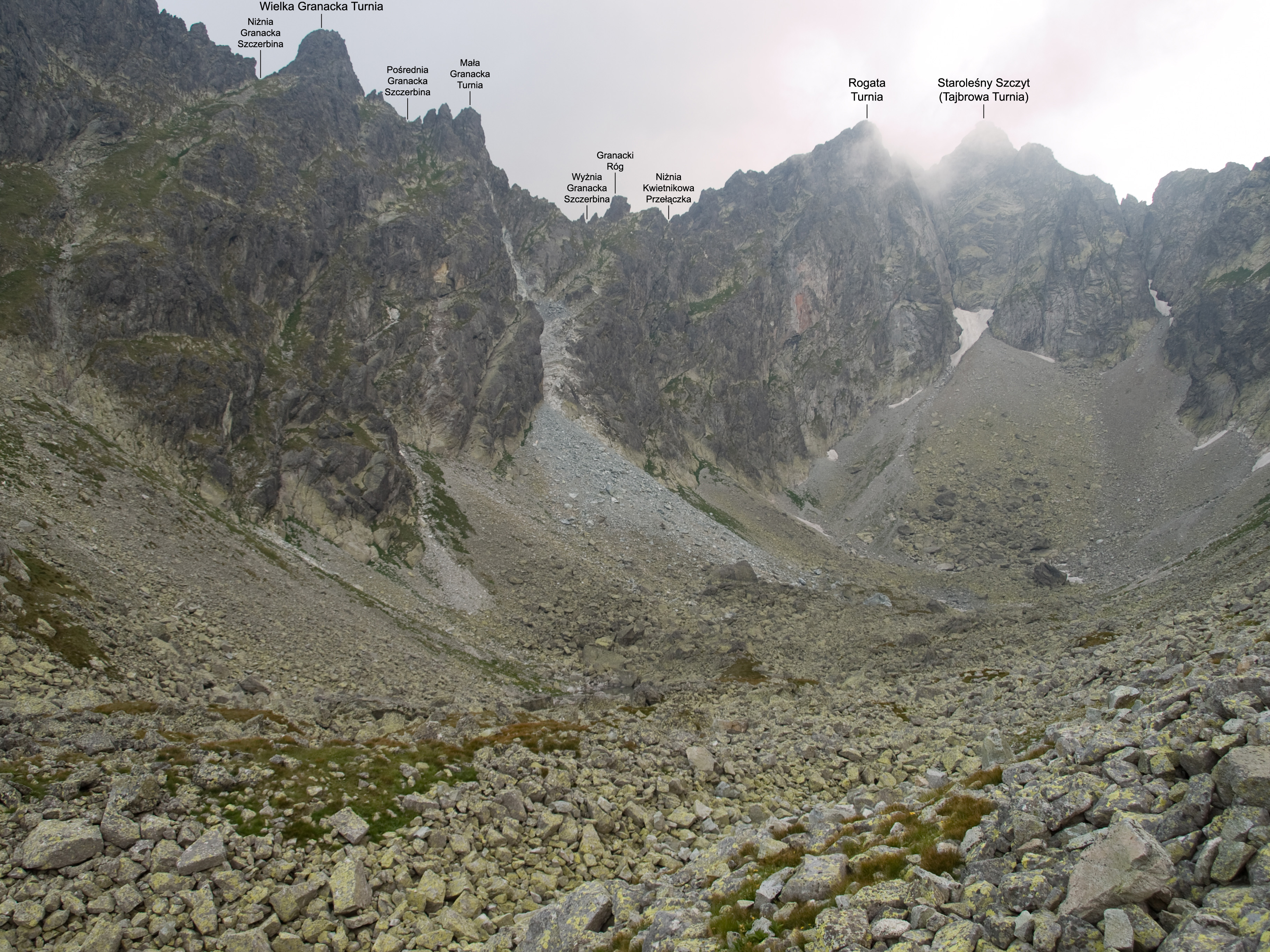
Granaty Wielickie – widok z Doliny Sławkowskiej (z podpisami)

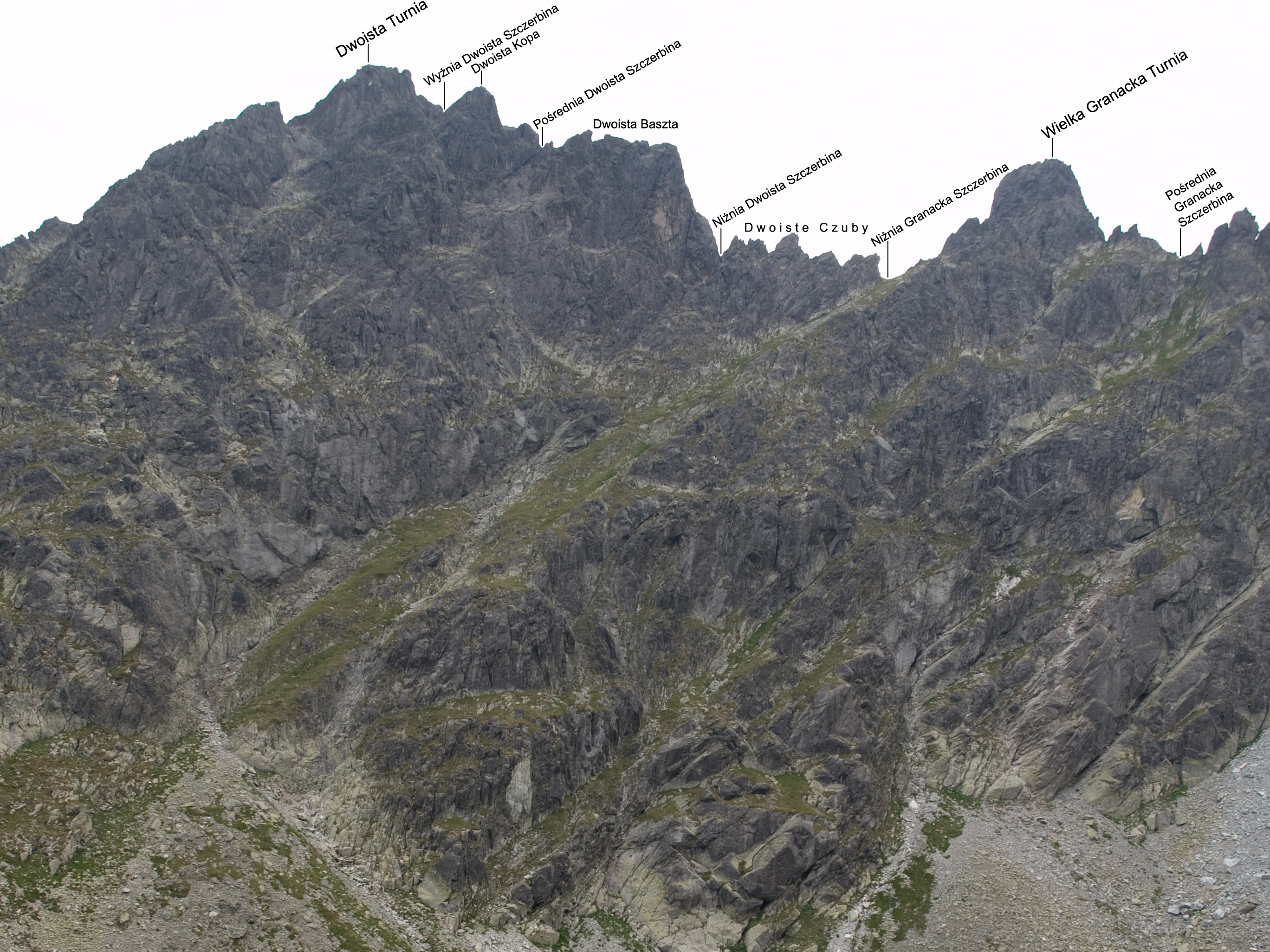
Granaty Wielickie – widok z Doliny Sławkowskiej (z podpisami)

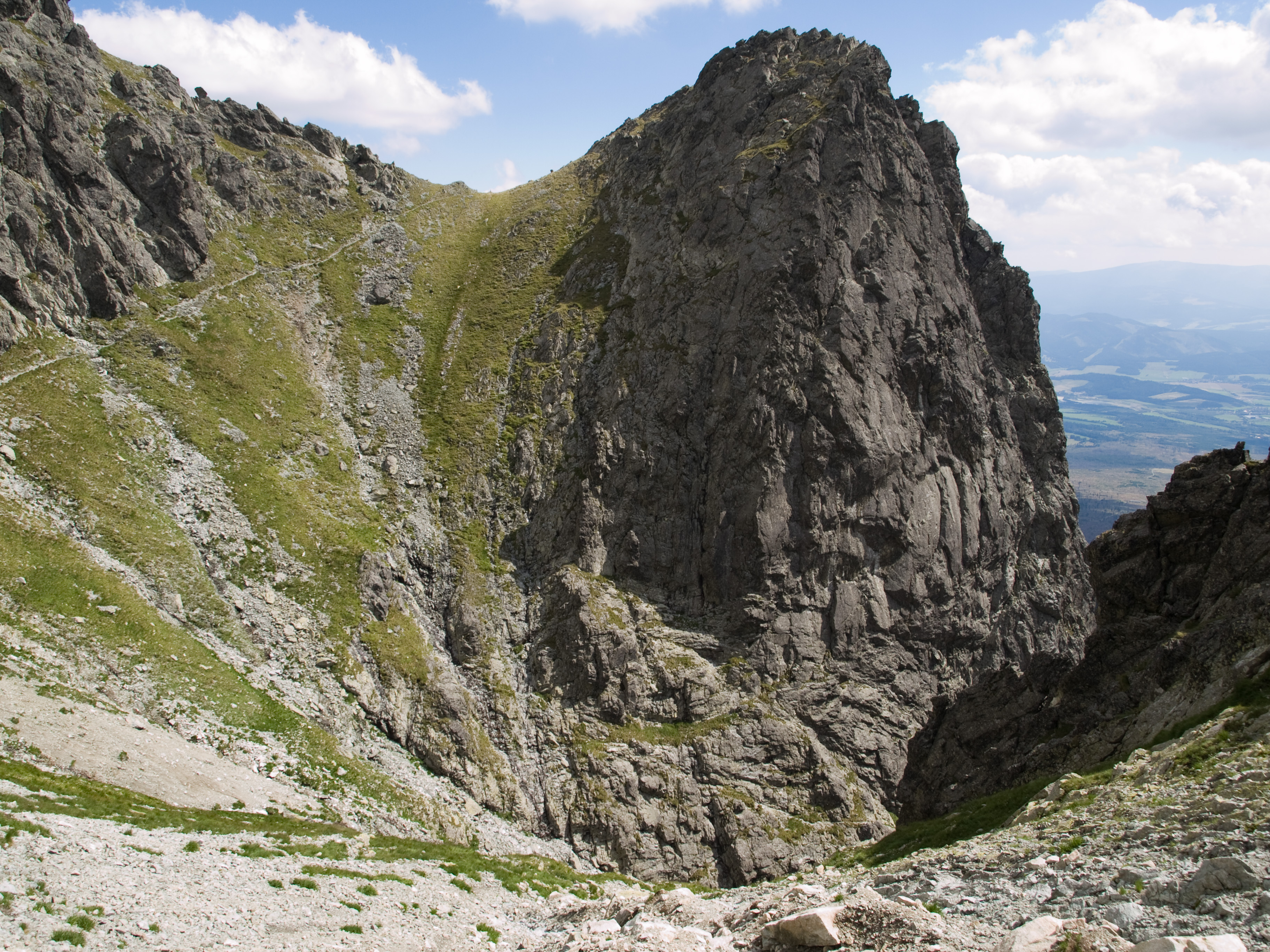
Wielicka Baszta i Granacka Ławka nad Dwoistym Kotłem

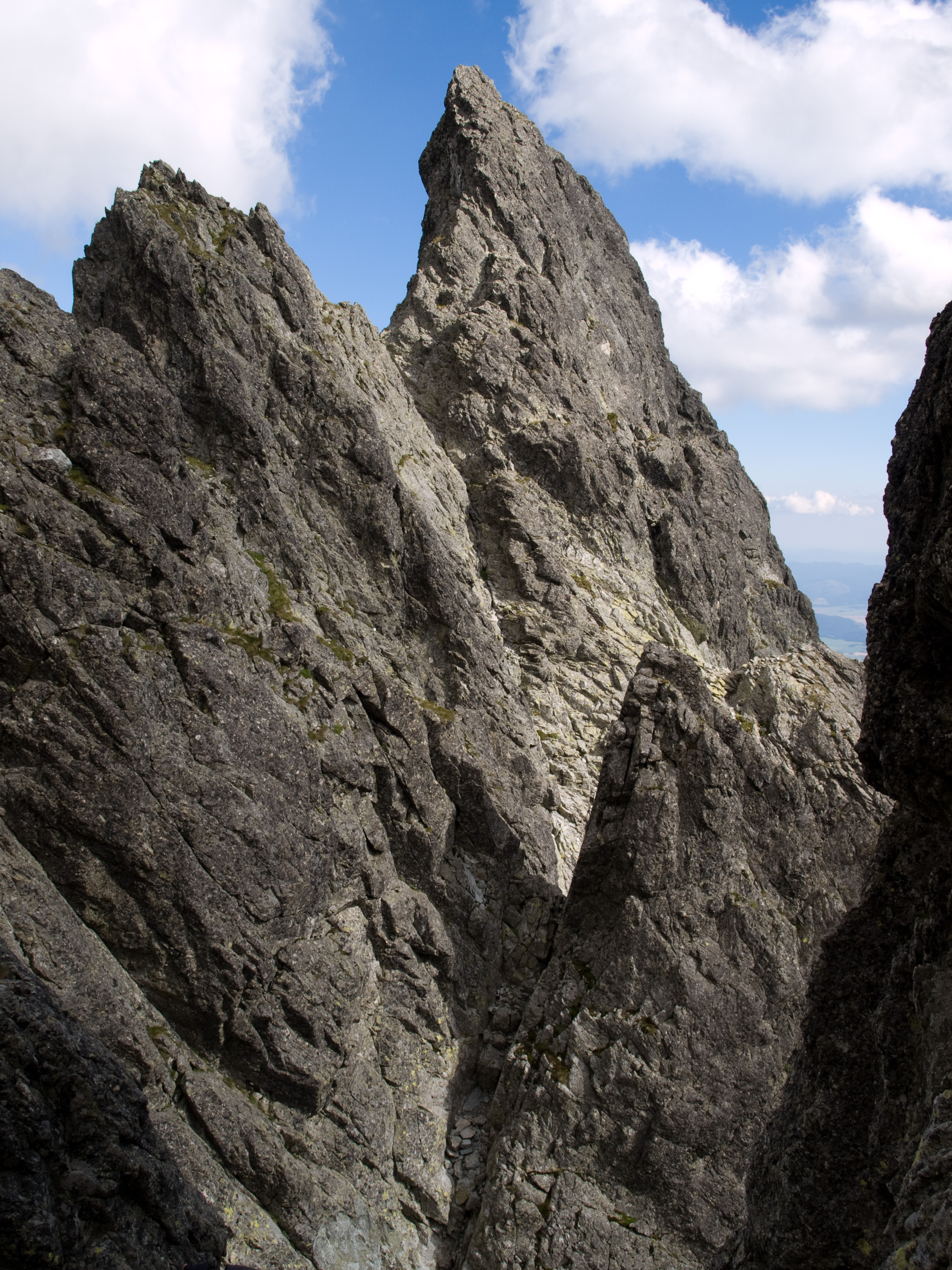
Rogata Turnia – najwyższy szczyt Granatów Wielickich i jeden z najtrudniej dostępnych

Granaty Wielickie (słow. Velické Granáty, Granátová stena, niem. Granatenwand, węg. Gránátfal) – postrzępiona grań odchodząca od Staroleśnego Szczytu (Bradavica) w kierunku południowo-wschodnim, oddzielona od niego Kwietnikową Przełączką (Kvetnicové sedlo). Wznosi się ona pomiędzy Doliną Wielicką (Velická dolina) a Doliną Sławkowską (Slavkovská dolina). W grani Granatów Wielickich znajdują się (w kolejności od Kwietnikowej Przełączki):
- Rogata Turnia (Rohatá veža, ok. 2420 m n.p.m.) – najwyższy szczyt Granatów Wielickich,
- Niżnia Kwietnikowa Przełączka (Rohatá štrbina),
- Granacki Róg (Granátový roh),
- Wyżnia Granacka Szczerbina (Horná Granátová štrbina),
- Mała Granacka Turnia (Malá Granátová veža, 2298 m),
- Pośrednia Granacka Szczerbina (Prostredná Granátová štrbina),
- Wielka Granacka Turnia (Veľká Granátová veža, 2318 m),
- Niżnia Granacka Szczerbina (Dolná Granátová štrbina),
- Dwoiste Czuby (Dvojité zuby),
- Niżnia Dwoista Szczerbina (Nižná Dvojitá štrbina),
- Dwoista Baszta (Dvojitá bašta),
- Pośrednia Dwoista Szczerbina (Prostredná Dvojitá štrbina),
- Dwoista Kopa (Dvojitá kopa),
- Wyżnia Dwoista Szczerbina (Vyšná Dvojitá štrbina),
- Dwoista Turnia (Dvojitá veža, 2312 m) – 2 wierzchołki (wyższy północny),
- Dwoista Przełęcz (Sedlo pod Dvojitou, ok. 2210 m),
- Wielicka Kopa (Velická kopa, 2227 m),
- Niedźwiedzia Przełęcz (Sedlo pod Velickou kopou),
- Niedźwiedzie Czuby (Velické hrby):
  - Zadnia Niedźwiedzia Czuba (Zadný Velický hrb, 2001 m),
  - Zadnia Niedźwiedzia Szczerbina (Zadná Velická štrbina),
  - Pośrednia Niedźwiedzia Czuba (Prostredný Velický hrb),
  - Pośrednia Niedźwiedzia Szczerbina (Prostredná Velická štrbina),
  - Skrajna Niedźwiedzia Czuba (Predný Velický hrb),
  - Skrajna Niedźwiedzia Szczerbina (Predná Velická štrbina),
  - Mała Niedźwiedzia Czuba (Malý Velický hrb).

Wymienione powyżej szczyty wraz z Podufałą Turnią (Opálová veža), wznoszącą się w południowo-zachodnim żebrze Rogatej Turni, określane się niekiedy wspólnym mianem – Granackie Turnie (Granátové veže).
Po stronie Doliny Wielickiej wznosi się równoległy, niższy szereg szczytów – Granackie Baszty (Granatové steny). Są to kulminacje krótkich, bocznych żeber odchodzących z Granackich Turni. Pomiędzy Granackimi Turniami a Granackimi Basztami przebiega system szerokich, trawiastych zachodów – Granacka Ławka (Granátová lávka). Granackie Baszty opadają do Doliny Wielickiej wysokimi, niemal pionowymi ścianami, są natomiast w większości niezbyt wybitne i łatwo dostępne od strony szerokich przełączek, przez które prowadzi Granacka Ławka. Wśród Granackich Baszt najbardziej znane są (w kolejności od północnego zachodu):
- Zwalista Baszta (Westerova stena, ok. 2285 m) – w prawym filarze południowo-zachodniej ściany Zwalistej Turni (Westerov štít),
- Podufała Baszta (Opálová stena, 2285 m) – w południowo-zachodnim żebrze Rogatej Turni, poniżej Podufałej Turni,
- Wielka Granacka Baszta (Granátová stena, ok. 2245 m) – w zachodnim żebrze Wielkiej Granackiej Turni,
- Mała Granacka Baszta (Granátová vežička) – w widłach Dwoistego Żlebu,
- Wielicka Baszta (Velická stena, ok. 2230 m) – w południowo-zachodnim żebrze Dwoistej Turni.

Granackie Baszty porozdzielane są od siebie trzema głębokimi żlebami, rozszerzającymi się na wysokości Granackiej Ławki w obszerne kotły. Są to:
- Kwietnikowy Żleb (Kvetnicový žľab) i Kwietnikowy Kocioł (Kvetnicový kotol),
- Granacki Żleb (Granátový žľab) i Granacki Kocioł (Granátový kotol),
- Dwoisty Żleb (Dvojitý žľab) i Dwoisty Kocioł (Dvojitý kotol).

Granaty Wielickie nie są udostępnione szlakami turystycznymi, są natomiast (po stronie Doliny Wielickiej) popularnym terenem wspinaczkowym, zwłaszcza wysokie ściany Granackich Baszt. Przez Granacką Ławkę i Kwietnikowy Żleb prowadzą ponadto nieznakowane drogi na Staroleśny Szczyt. Ściany Granackich Turni od strony Doliny Sławkowskiej jak i cała dolina są objęte ścisłym rezerwatem przyrody, wstęp jest zabroniony.
Pierwsze odnotowane wejścia:
- 18 lipca 1907 r. – Alfred Martin i Johann Franz (senior) – prawie całą granią (bez Rogatej Turni),
- 6 kwietnia 1909 r. – Zygmunt Klemensiewicz i Jerzy Maślanka – zimowe przejście górnej części północno-zachodniej grani Dwoistej Turni,
- 17 kwietnia 1959 r. – Vojtech Korsák i Stanislav Samuhel – zimowe przejście całej grani bez obejść.

Na niektóre łatwiej dostępne szczyty i przełęcze wchodzono już w XIX wieku lub wcześniej przy okazji polowań na kozice.
Nazwa związana jest z kamieniami półszlachetnymi – granatami, wydobywanymi w XVIII wieku pod ścianami grzbietu od strony Doliny Wielickiej.